# Mindre svalstare
Mindre svalstare (Artamus minor) är en fågel i familjen svalstarar inom ordningen tättingar.

## Utseende
Svalstarar i släktet Artamus är knubbiga fåglar med breda trekantiga vingar och kort nedåtböjd näbb. Mindre svalstare är mörkt brungrå, utan vitt i handpennorna som hos den större arten sotsvalstare. Stjärten är svart med vita spetsen bruten av svart i mitten. De gråaktiga vingundersidorna kontrasterar med mörka buken i flykten, dock inte lika tydligt som hos andra svalstarar. 

## Utbredning och systematik
Mindre svalstare är endemisk för Australien. Debn delas in i två underarter med följande utbredning:
- Artamus minor derbyi – förekommer i norra och östra Australien (Broome, Western Australia till norra New South Wales)
- Artamus minor minor – förekommer i Pilbara-regionen, sydvästra Northern Territory och näraliggande nordvästra South Australia

## Levnadssätt
Mindre svalstare påträffas födosökande högt ovan klippbranter och raviner. Den ses vanligen i små flockar, flygande eller sittande tillsammans.

## Status
Arten har ett stort utbredningsområde och beståndet anses vara stabilt. Internationella naturvårdsunionen IUCN listar den därför som livskraftig (LC).

## Bilder

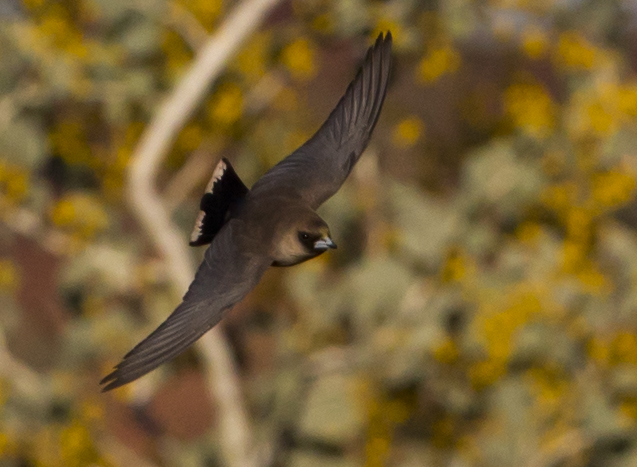